# Gare d’Azay-sur-Cher
Gare d'Azay-sur-Cher vasútállomás Franciaországban, Montlouis-sur-Loire településen.

## Vasútvonalak
Az állomást az alábbi vasútvonalak érintik:
- Vierzon–Saint-Pierre-des-Corps-vasútvonal

## Kapcsolódó állomások
A vasútállomáshoz az alábbi állomások vannak a legközelebb:
- Gare de Saint-Martin-le-Beau (Gare de Vierzon-Ville)
- Gare de Véretz - Montlouis (Gare de Saint-Pierre-des-Corps)